# Buergersius
Buergersius is een geslacht van rechtvleugeligen uit de familie Pyrgomorphidae. De wetenschappelijke naam van dit geslacht is voor het eerst geldig gepubliceerd in 1930 door Ramme.

## Soorten
Het geslacht Buergersius  is monotypisch en omvat slechts de volgende soort:
- Buergersius olivaceus (Ramme, 1930)